# Martina Terré
Martina Terré Martí (* 28. August 2002 in Barcelona) ist eine spanische Wasserballspielerin. Sie gewann bis 2024 eine olympische Goldmedaille. Bei Weltmeisterschaften erkämpfte sie einmal Silber und zweimal Bronze. Bei Europameisterschaften erhielt sie einmal Gold und einmal Silber.

## Sportliche Karriere
Die 1,75 m große Torhüterin siegte mit der spanischen Juniorinnenauswahl bei den Juniorenweltmeisterschaften 2021. Seit 2022 ist sie Stammtorhüterin der spanischen Nationalmannschaft, die langjährige Keeperin Laura Ester fungierte nun meist als Ersatztorfrau. 
Nach einem fünften Platz bei der Weltmeisterschaft 2022 siegten die Spanierinnen im Finale der Europameisterschaft 2022 in Rom mit 9:6 über die Griechinnen. Martina Terré wurde zur besten Torhüterin des Turniers gewählt.
2023 erreichten die Spanierinnen das Finale der Weltmeisterschaft in Fukuoka und unterlagen erst im Penaltyschießen den Niederländerinnen. 2024 standen sich die beiden Teams im Finale der Europameisterschaft in Eindhoven erneut gegenüber. Die Niederländerinnen siegten mit 8:7. Einen Monat später bei der Weltmeisterschaft in Doha entschieden die Spanierinnen das Spiel um Bronze gegen die Griechinnen mit 10:9 für sich.
Bei den Olympischen Spielen in Paris gewannen die Spanierinnen alle sieben Partien, wobei das Halbfinale gegen die Niederländerinnen erst im Penaltyschießen entschieden wurde. Im Halbfinale wechselte sich Terré beim Penaltyschießen mit Laura Ester ab. Die entscheidende Parade gelang Terré gegen Brigitte Sleeking. Im Finale spielte nur Martina Terré im Tor. Sie konnte 15 von 24 Torwürfen parieren.
2025 bei der Weltmeisterschaft in Singapur besiegten die Spanierinnen im Viertelfinale die Niederländerinnen im Penaltyschießen. Im Halbfinale unterlagen sie den Ungarinnen mit 9:15. Das Spiel um den dritten Platz gewannen sie mit 13:12 gegen die Auswahl aus den Vereinigten Staaten. Im Spiel um Bronze spielte Martina Terré durch. Ihre Schwester Mariona Terré kam als Ersatztorhüterin in diesem Spiel nicht zum Einsatz.
Martina Terré spielt bei CN Sant Andreu in Barcelona. 2024 studierte sie an der Universität Pompeu Fabra.